# Marovatolena
Marovatolena ayant des fokontany 11:Andrafiabe,Antsaratanana,Ampanisara,Anesibato,ANKOREFO,Mevalafika,Andromba,Antrema,Marovato sud,Bemafaika.
Marovatolena est une commune urbaine malgache située dans la partie ouest de la région de Sofia.